# 中央訓練團
中央訓練團，簡稱中訓團，是中華民國训练干部的教育机构。於1938年7月由中國國民黨中央訓練委員會在廬山訓練團、峨嵋山訓練團和珞珈山軍官訓練團的基礎上在湖南祁陽創辦。蒋介石兼任中训团长，另设教育长、副教育长各一，负实际责任，分别由政治部长陈诚，副部长王东原任(后陈辞教育长兼职，由王继任之)。
于1939年初自湖南零陵遷到桂林、重慶，算是正式開始工作。黨政訓練班第一期於1940年3月1日在重慶南溫泉開辦（該日即為團慶），第二、三期遷至重慶近郊浮圖關上，自第四期起又由關上遷至關下。訓練的對象，是當時各地區、各部門中、上級在職人員，即縣黨部書記長、縣長，各省市黨部委員，省市政府委員，各廳、局、處長及科長、秘書， 以及中央各部會的科長、秘書以上人員，軍事機關學校部隊的少校以上人員。初時，每期調訓約300人左右，後來則多達千人。中訓團先後舉辦各種訓練班18種，但以黨政訓練班為主。至1944年5月，五年間先後共舉辦黨政訓練班31期。
該團直隸於中央訓練委員會。1945年12月，國民政府軍事委員會幹訓團及中央軍校訓練班併入該團。1946年7月，中央訓練委員會撤銷後，該團改隸行政院，歸國防部指揮。該團職掌：1946年1月前以調訓中、高級黨政幹部為主，其後則為辦理復員軍官佐轉業訓練，並代辦退役及調職等事項。該團團長由蔣中正兼任。其下設有團附、教育長、副教育長、教育委員會、辦公廳和幹部隊（總隊），並在重慶、西安、上海、东北設有分團；學員的訓練機構為各種訓練班和軍官總隊。
其口號是“訓練重於作戰”、“統一意志、集中力量”。主要進行精神、政治、業務和軍事訓練，而以精神訓練為主。受訓人員共26000余人。
1946年3月，中訓團由重慶遷往南京孝陵衛。原軍政部（部长陈诚）為整編復員軍官，成立了三十一個軍官總隊，1946年6月改歸中訓團，由中训团副教育长丁德隆负责军官训练。並成立上海、武漢、廣州、重慶、西安、东北等六個分團。在南京中訓團內，開辦了将官班（内设大队、中队）、交通班；在南京警校內，開辦了高警班；在上海開辦了水產、行政人員訓練班；在武漢開辦了勞高班。在西安、廣州分別開辦了警官訓練班，由各軍官總隊甄選轉業隊員前往受訓。行政院成立了复员官兵计划委员会，“对于复员官兵之生计，负统筹设计之责，务使人人各安其业，各得其所”。根据其计划， 预计第一期复员军官（佐）18万人，其中除了1万人深造，1万人退役，1 万人集团转业外，其余15万人将经3个月至1年的训练后，予以个别转业。转业计划为，警官4万人，交通管理5千人，工矿管理2千人，农村垦牧1千人，土地测量1千人，地方行政2万人，地方卫生2千人，金融财政1千人，民众义务教员4万人，劳动服务队督导员4万人。根据国防部统计称，复员官佐人数总计约23万余人，其中编余16万余人，失业7 万余人，最后安排是，留用约7万人，转业5.6万人，退役10.6万余人。军官总队部包括：中将总队长、少将总队长、少将总队附若干人，教务科、人事科、经理科、总务科、秘书室。总队辖9个大队45个区队。大队部包括少将大队长、上校副大队长、上校大队附若干人、副官、军需、军医、司书。中队部包括上校中队长、中校中队附若干、副官、司书。区队部包括少校区队长、副官、司书等。区队下设分队。
- 第1军官总队：驻重庆大坪。前身包括两个军官总队：一个是驻在重庆江北县的中央各军事学校毕业生调查处军官总队，总队长李模；另一个是第九十三军整编为一个师所编余的人员，称为重庆军官总队，总队长为彭善。以上两个军官总队于1945年9月1日并编为第一军官总队，并收容了重庆各军事机关、部队的编余人员(其中军统编余人员约800人)，共编成五个大队，总人数约在5000人以上。1945年冬，又在四川壁山成立了一个临时大队，归一总队节制，驻白市驿原中美航空公司旧址，大队长廖元，总人数约2000。总队长潘佑强/曹利生(代理)，中将总队附张际鹏。
- 第2军官总队：驻四川合川。总队长王修身。1945年9月成立。以收容社会无职军官为主，另有兵工署军械司等部门的编余人员。总人数4000人以上。1947年6月合并到重庆第一军官总队。
- 第3军官总队：驻云南楚雄。总队前身包括由远征军长官部、第十一集团军总司令部和第六军编余军官组成的远征军军官队，以及陆军总部在云南保山成立的第一集训处裁编军官等。后奉调南京，到重庆后因交通工具紧张，滞留不进，乃驻重庆李子坝、歌乐山。总队长黄杰/傅正模。
- 第4军官总队：驻遵义。由陆军总部第三集训处八总队、炮五十四团，以及镇(远)、独(山)师管区等部队裁编人员组成。总人数为3000人以上。总队长韩汉英。
- 第5军官总队：驻昆明，由第二集训处四总队及昆明附近各部队编余人员组成，原称陆军总部第二军官总队，后改番号为军政部第五军官总队，后迁四川重庆海棠溪。总队长余韶。
- 第6军官总队：驻南昌青云浦。由湖南桂(东)郴(州)师管区及其他师管区裁撤后的编余人员组成。总队辖5个大队，30个中队。约5000人。中将总队长陈沛/姚少伟、少将总队附兼办公厅主任李以劻、少将总队附张铁丞、军简二阶总队附张慕槎
- 第7军官总队：由原第四集训处所辖的第十、十一、十二等三个总队裁编后的人员1945年9月1日在湖南辰溪成立，编为3个大队。后迁湖北新堤(今洪湖市)，分驻新堤、嘉鱼、簰洲、武昌金口等地。中央军校二分校和汉口补给区的裁编人员到来，又编成第四、第五大队。1946年夏，收容800多名社会无职军官，在每个大队增设一个无职军官中队。共有5个大队共有25个中队。总队长刘柔远/唐冠英/刘嘉树。
- 第8军官总队：总队长朱鼎卿。1945年7月1日于鄂西建始组建第六战区军官总队，收训整军编余的军官，11月迁驻汉阳蔡甸。1946年1月改隶军政部，称军政部第八军官总队，5月更名为中央训练团第八军官总队。其任务为训练编余军官及自新、无职军官，使其转业安置或重任军职。 第八十六军编余人员组成，编为三个大队、九个中队，后陆续编入各师管区的裁编人员和军统裁编人员，共计5个大队，25个中队，约4000余人。一说总队辖11个大队，军官515人，兵士1410人。从将官到准尉的学员各期累计12964人。1947年元月底，第八军官总队撤销，尚未处理与安置的学员有1865人6个独立中队，并入湖北金口第七军官总队。其中第四、五、六3个独立中队全部为军统编余人员，约800人，后全部转入警官学校培训并分任警官工作。
- 第9军官总队：驻广东曲江五里亭。由广东部队编余。总队长林廷华。
- 第10军官总队：原为1945年春在广西田阳组建的第四战区第三十七军军官队，收训编余的第37军军官。1945年10月改隶军政部，迁驻南宁城区，改称军政部第10军官总队。收集各省流散在广西的中央军、杂牌军官佐和收容闲杂无职的军官佐，约2000余人。总队长许高阳/罗奇/孙在良。副总队刘景武（原南浔师管区少将司令）。总队部设在南宁行政专员兼保安司令公署东侧（现南宁饭店处），为了方便出入，在北宁街的侧面新开一正门。总队部设总务、文教、军需3个处。总务处长张志冲（原第37军副官处长），文教处长方精一（原第37军参谋处长）。总部下设5个大队。第1、2、3、4大队是各军编余的官佐，第5大队是收容闲杂无职的官佐。
- 第11军官总队：驻江西广丰。由三战区所属师管区、补训处、军官分校、后勤、野战医院等编余人员及收容社会无职军官组成。编为5个大队，25个中队。约4000人。总队长陈俞。
- 第12军官总队：驻杭州，其成员主要由东南地区各机关、部队编余人员组成24个中队。总人数约4000人。中将总队长周建陶/柏天民，少将副总队长单栋、少将总队附方既平、方厚明。辖9个大队。
- 第13军官总队：驻安徽和县，迁至芜湖。总队长张则民。总队辖3个大队，大队辖3个中队。总计1000多人。
- 第14军官总队：驻漯河。总队长刘德芳。总队编为四个大队，每个大队辖四个中队。校官、尉官、佐属分别编队。总计约2500人。
- 第15军官总队：驻地初为驻西安原战干四团营房，由第八十军编余人员及西北地区部队编余人员合编而成。共编为45个中队，约1万人。后迁至牛东镇、杜曲。总队长袁朴/王瑞和。
- 第16军官总队：驻云南昆明市东郊金马寺。各队分驻原美军招待所。总队长龙涤波。成员中包括有军政部军械保养团裁编人员。编为5个大队，每大队辖3个中队。约4500人。
- 第17军官总队：驻无锡河埒口。各中队分驻无锡到苏州铁路线附近。总队长是兼无锡警备司令陶柳。由第二十八军及其他部队编余人员组成，有69个中队，人数近万。
- 第18军官总队：原为国防部直属第三军官大队，大队长为刘海波少将，驻河南新乡。孙连仲任河北省主席后，将该大队调往北平东四铁狮子胡同，并编为十八总队，2000余人。总队长刘仲荻。编为45个中队，约1万人。
- 第19军官总队：1945年冬中央军校六分校在广西百色裁撤。驻广西百色，经南宁到广州。总队长张觉非中将。共编15个中队，约3000人。
- 第20军官总队：驻江苏徐州，后迁至安徽芜湖。总队长陈长捷。副总队长庄之枢。
- 第21军官总队：驻陕西宝鸡。总队长兼宝鸡警备司令刘进。由第九十军编余人员及西北其他部队编余人员组成。有15个中队。2500余人。
- 第22军官总队：驻陕西临潼新峰镇。总队长陈端和。副总队长呆春勇。由西北部队编余人员组成。总数2000人。
- 第23军官总队：驻西安牛东。总队长曹日晖。总人数约5000人以上。
- 第24军官总队：驻西安番济祠。总队长袁朴、余达、高建白。
- 第25军官总队：驻郑州西二十五里铺须水镇。总队长聂松溪中将。有20个中队，约3000人。
- 第26军官总队：驻重庆附近李家庄、歌乐山。总队长郭勋祺。编为45个中队，约8000人。
- 第27军官总队：驻长沙，后迁驻南岳。总队长蒋伏生。副总队长周磐。总队近万人。
- 第28军官总队：驻成都。总队长王锡钧/刘伯龙。由军校及川西部队裁编人员组成，约5000人。
- 第29军官总队：驻浙江南浔，迁江苏无锡，后迁嘉兴。总队长杨文琏。约2000人。
- 第30军官总队：驻辽宁沈阳。总队长杜聿明兼。由关内各军官总队选调到沈阳，供东北剿总调派工作。
- 济南军官总队：驻济南。总队长陈金城。由山东地方团队，游杂部队编余人员组成。

1946年後，由國防部主辦軍事訓練班（實為被俘校級人員集訓班）、新制文書人員訓練班以及戡建班各一期。
1949年3月，中訓團奉今縮編遷廣州待命。
1949年4月，遷衡陽改稱陸軍第五編練司令部，7月底奉令撤銷。
何應欽、白崇禧、張治中、陳誠先後任團附、副團長，陳誠、王東原、宋希濂、陳儀、黃傑、萬耀煌先後任教育長。